# Tanytarsus angulatus
Tanytarsus angulatus är en tvåvingeart som beskrevs av Kawai 1991. Tanytarsus angulatus ingår i släktet Tanytarsus och familjen fjädermyggor. Inga underarter finns listade i Catalogue of Life.